# Liolaemus umbrifer
Liolaemus umbrifer — вид ігуаноподібних ящірок родини Liolaemidae. Ендемік Аргентини.

## Поширення і екологія
Liolaemus umbrifer мешкають в горах на території провінції Катамарка. Вони живуть на стрімких гірських схилах та на високогірних луках пуна, місцями порослих чагарниками. Зустрічаються на висоті від 3192 до 3965 м над рівнем моря. Є всеїдними і живородними.